# 笠間市立友部第二中学校
笠間市立友部第二中学校（かさましりつともべだいにちゅうがっこう）は、茨城県笠間市旭町にある公立の中学校。通称「二中」（にちゅう）、「友二」（ともに）。

## 概要
1987年（昭和62年）3月27日に竣工式を挙行し、同年4月1日に友部町立友部中学校より分離し、友部町立友部第二中学校として発足した。同年10月26日に学校の創立記念日を制定した。その約4ケ月後に開校記念の式典を挙行し、校歌・校旗を制定した。
新型コロナウイルス感染症対策のため2020年（令和2年）4月10日から6月7日までの期間は臨時休校・分散登校を行った。また、2021年（令和3年）9月6日から9月30日までの期間は緊急事態宣言により分散登校・オンライン授業を行った。

## 歴代校長
| 代   | 氏名        | 就任日         | 退任日          |      | 代       | 氏名           | 就任日          | 退任日 |
| ---- | ----------- | -------------- | --------------- | ---- | -------- | -------------- | --------------- | ------ |
| 初代 | 中庭善男    | 昭和62年4月1日 | 平成元年3月31日 | 11代 | 増田真哉 | 平成23年4月1日 | 平成25年3月31日 |        |
| 2代  | 寺内 寛     | 平成元年4月1日 | 平成3年3月31日  | 12代 | 井坂守   | 平成25年4月1日 | 平成27年3月31日 |        |
| 3代  | 須藤 司郎   | 平成3年4月1日  | 平成5年3月31日  | 13代 | 西野勝美 | 平成27年4月1日 | 平成30年3月31日 |        |
| 4代  | 加藤 正道   | 平成5年4月1日  | 平成8年3月31日  | 14代 | 大関修   | 平成30年4月1日 | 令和2年3月31日  |        |
| 5代  | 浅川 敏男   | 平成8年4月1日  | 平成11年3月31日 | 15代 | 野沢宗嗣 | 令和2年4月1日  | 令和3年3月31日  |        |
| 6代  | 森島 伸彦   | 平成11年4月1日 | 平成13年3月31日 | 16代 | 稲田義弘 | 令和3年4月1日  | 令和6年3月31日  |        |
| 7代  | 海老原 丈夫 | 平成13年4月1日 | 平成16年3月31日 | 17代 | 玉渕智巳 | 令和6年4月1日  |                 |        |
| 8代  | 鈴木 裕     | 平成16年4月1日 | 平成19年3月31日 |      |          |                |                 |        |
| 9代  | 佐藤 和彦   | 平成19年4月1日 | 平成22年3月31日 |      |          |                |                 |        |
| 10代 | 木村 友明   | 平成22年4月1日 | 平成23年3月31日 |      |          |                |                 |        |

## 生徒・教員数
※令和6年4月時点
| 学年    | 人数  |      | 職員 |
| ------- | ----- | ---- | ---- |
| 第1学年 | 133名 | 33名 |      |
| 第2学年 | 111名 |      |      |
| 第3学年 | 135名 |      |      |
| 合計    | 379名 |      |      |

## 学校の目標

### 校訓
- 共に語らん
- 共に学ばん
- 共に進まん

### 教育目標
- 知的で 心豊かで 実践力のあるたくましい生徒の育成

## 部活動
※令和7年1月時点
- 野球
- サッカー
- テニス（男・女）
- バスケットボール（男・女）
- バレーボール
- 卓球（男・女）
- 剣道
- 柔道
- 吹奏楽
- 創作
- 駅伝（特設）
- 水泳（特設）
- 体操（特設）
- 弓道（特設）

## 主な卒業生
- 富施郁哉（プロボクサー）